# La Horquette
La Horquette es una localidad de Trinidad y Tobago, que forma parte de la región de Diego Martín.

## Geografía
La localidad abarca parte de la isla Trinidad y limita al norte con Rich Plain, al sur con Big Yard, Point Cumana y Glencoe, al este con Goodwood Gardens y al oeste con L'Anse Mitan.

## Demografía
Datos demográficos de la localidad de La Horquette:
| Gráfica de evolución demográfica de La Horquette entre 2000 y 2011 |
|                                                                    |